# 泉大津市消防本部

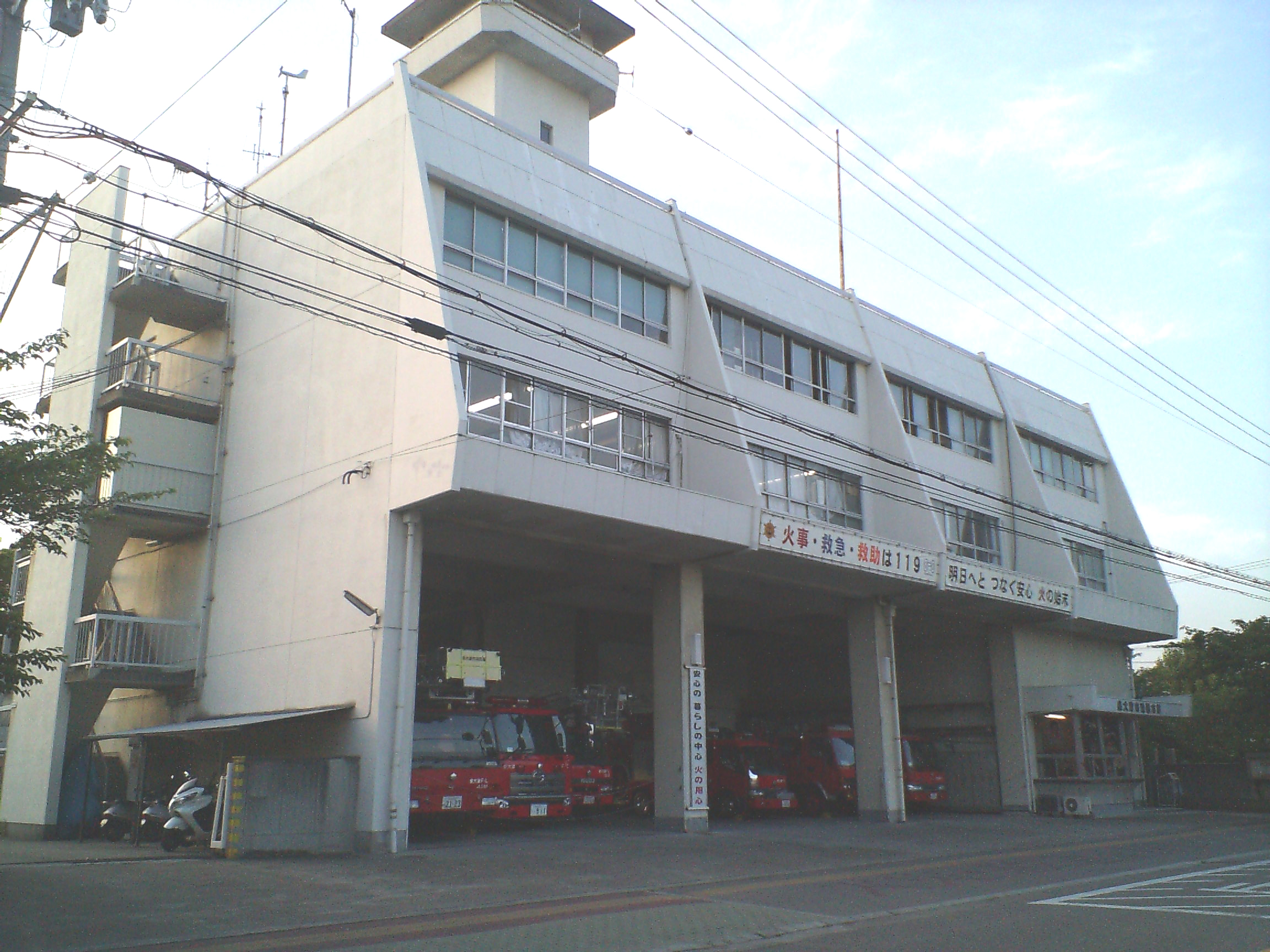
旧本部庁舎

泉大津市消防本部（いずみおおつししょうぼうほんぶ）は、大阪府泉大津市の消防部局（消防本部）。管轄区域は泉大津市全域。

## 概要
- 消防本部：泉大津市池浦町1丁目9番9号
- 管内面積：12.73km2
- 職員定数：90人
- 消防署1カ所、出張所1カ所
- 主力機械（2024年8月1日現在）
  - 普通消防ポンプ自動車：2
  - 水槽付消防ポンプ自動車：2
  - はしご付消防自動車：1
  - 化学消防自動車：2
  - 高規格救急自動車：3
  - 救助工作車：1
  - 広報車：1
  - 査察車：1
  - 消防資材搬送車：1
  - 指揮車：1

## 沿革
- 1948年3月7日　泉大津市消防本部・泉大津市消防署を設置する。
- 1949年12月31日　消防本部・消防署庁舎を開庁する。
- 1964年10月27日　救急自動車を消防署に配備し、救急業務を開始する。
- 1969年11月30日　消防本部・消防署新庁舎（旧庁舎）が竣工する。
- 1972年2月19日　消防出張所を開設する。
- 1972年4月1日　消防本部に課制を導入する。
- 1973年3月26日　屈折はしご付消防自動車を消防署に配備する。
- 1975年3月24日　化学消防自動車を消防署に配備する。
- 1978年3月24日　30メートル級はしご付高所放水車を消防署に配備する。
- 1983年3月10日　泡原液搬送車を消防署に配備する。
- 1985年3月18日　大型化学消防自動車を消防署に配備する。
- 1989年3月24日　救助工作車を消防署に配備する。
- 1991年1月10日　15メートル級はしご付消防自動車を消防署に配備する。
- 1996年1月1日　高規格救急自動車を消防署に配備する。
- 2000年3月19日　救急自動車を消防出張所に配備する。
- 2005年1月31日　高規格救急自動車を消防出張所に配備する。
- 2018年4月1日　新庁舎（池浦町）で業務を開始

## 組織
- 本部 - 総務課、警防課
- 消防署 - 警備第一課、警備第二課

## 消防署
| 消防署         | 住所              | 出張所               |
| -------------- | ----------------- | -------------------- |
| 泉大津市消防署 | 池浦町1丁目9番9号 | 消防出張所：宮町2-52 |